# روبرت في. ريتشاردسون
روبرت في. ريتشاردسون (بالإنجليزية: Robert V. Richardson)‏ هو ضابط أمريكي، ولد في 4 نوفمبر 1820 في مقاطعة غرانفيل في الولايات المتحدة، وتوفي في 6 يناير 1870 في كلاركتون في الولايات المتحدة.